# East Lansing

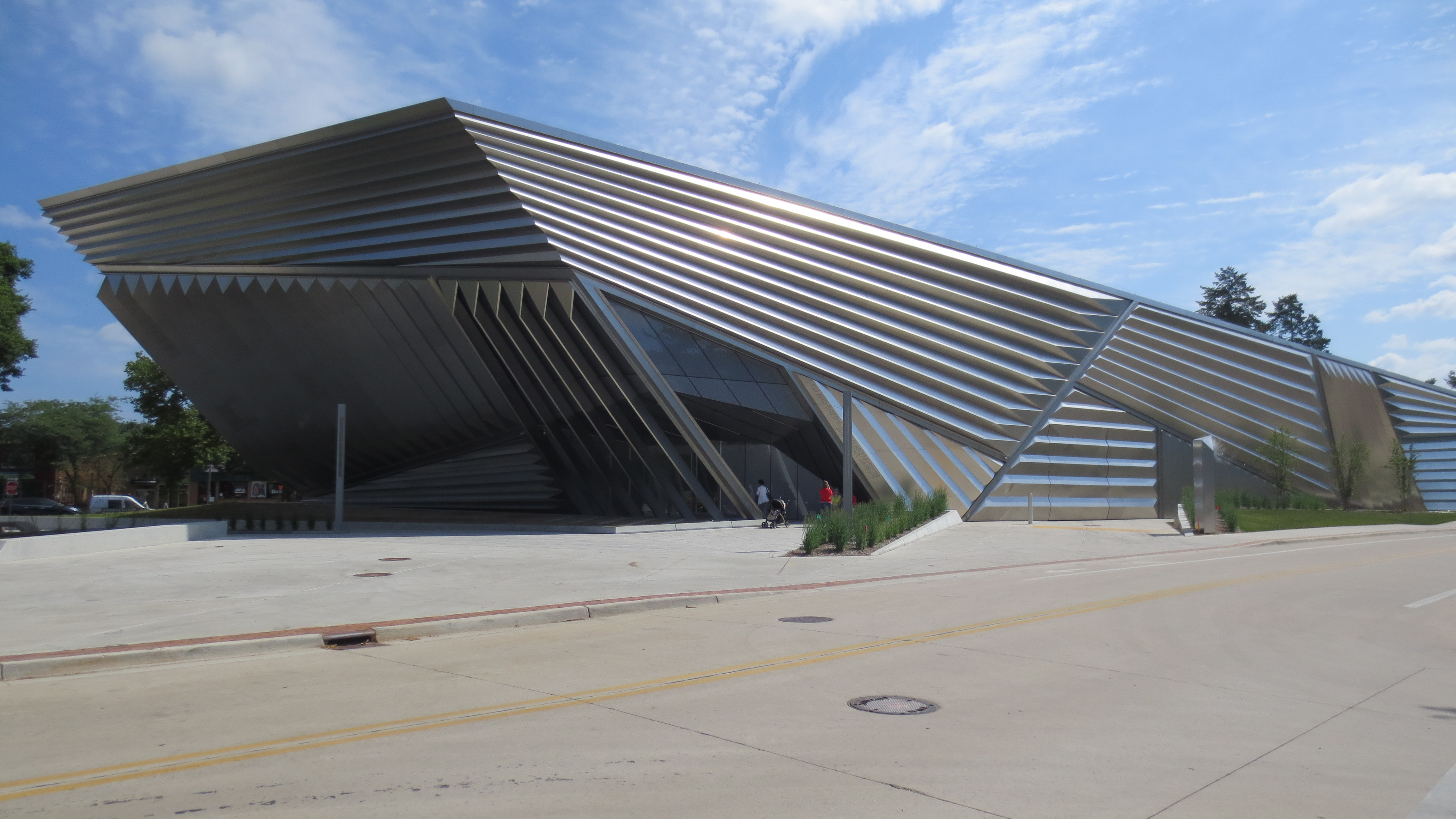
Eli and Edythe Broad Art Museum
(Zaha Hadid)

East Lansing es una ciudad situada en el estado de Míchigan, Estados Unidos. Tiene una población estimada, a mediados de 2022, de 47 340 habitantes.
La mayoría de la ciudad está dentro de los límites del condado de Ingham, aunque una pequeña parte se extiende hacia el condado de Clinton, 
Es conocida por ser la sede de la Universidad Estatal de Míchigan.

## Geografía
La ciudad está ubicada en las coordenadas 42°44′56″N 84°28′57″O / 42.74889, -84.48250. Según la Oficina del Censo de los Estados Unidos, tiene una superficie total de 35.00 km², de los cuales 34.79 km² corresponden a tierra firme y 0.21 km² están cubiertos de agua.

## Demografía
Según el censo de 2020, en ese momento la ciudad tenía una población de 47 741 habitantes. La densidad de población era de 1372.26 hab./km². El 71.4% de los habitantes eran blancos, el 12.1% eran afroamericanos, el 0.4% eran amerindios, el 8.8% eran asiáticos, el 0.1% eran isleños del Pacífico, el 2.0% eran de otras razas y el 5.2% eran de una mezcla de razas. Del total de la población, el 5.2% eran hispanos o latinos de cualquier raza.